# Scheibenberg
Scheibenberg − miasto w Niemczech, w kraju związkowym Saksonia, w powiecie Erzgebirgskreis (do 31 lipca 2008 w powiecie Annaberg), siedziba wspólnoty administracyjnej Scheibenberg-Schlettau. Do 29 lutego 2012 należało do okręgu administracyjnego Chemnitz.

## Geografia
Scheibenberg leży w paśmie gór Rudawy, ok. 8 km na południowy zachód od miasta Annaberg-Buchholz.
Dzielnice miasta:
- Brünlasgut
- Oberscheibe

## Współpraca
- Gundelfingen, Badenia-Wirtembergia
- Simmelsdorf, Bawaria

## Bibliografia

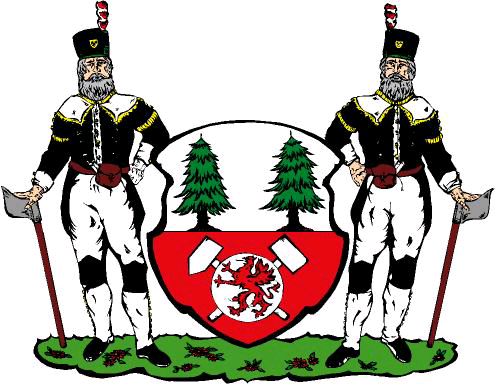
Duży herb miasta